# Милан Манолев
Милан Мицов Манолев (Манолов) е български анархист и революционер, деец на Вътрешната македоно-одринска революционна организация.

## Биография
Милан Манолев е роден през 1885 година в град Кукуш, тогава в Османската империя. Брат е на Никола Манолев и Иван Манолев. Учи в Скопското българско педагогическо училище и става близък с учителя си Викентий Попанастасов‎. Присъединява се към ВМОРО и е близък на Яне Сандански. След Младотурската революция е изпратен с учителката Райна Измирлиева от Кукуш в Енидже Вардар. Освен с учителската дейност двамата се занимават с пропагандиране на Народната федеративна партия (българска секция), заради което Манолев влиза в спор с председателя на българската църковна община Тома Николов и по-късно си подава оставката.
Възприема анархистки възгледи, присъединява се към Червените братя. През 1912 година отива в София и се записва доброволец в Македоно-одринското опълчение. През 1914 година участва в подготовката на атентат в църквата „Св. Александър Невски“ срещу цар Фердинанд I и Николай ІІ, като след провала в дома му остават четири бомби на Наум Тюфекчиев. През 1915 година е осъден на 10 години затвор по делото за атентата в Градското казино. През 1918 година е амнистиран от правителството на Александър Стамболийски и започва работа като чиновник в статистиката. Продължава да симпатизира на лявото крило в македонското освободително движение, като е връзка на Тодор Паница в София.
През февруари 1925 година в София е убит професор Никола Милев, заради което Милан Манолев е заловен от хора на Вътрешната македонска революционна организация и отведен в квартира на улица „Веслец“, а след като прави самопризнания под натиск, е убит и захвърлен на мястото, на което е убит Милев. До неговия труп е оставена бележка с надпис „Убиецът на Никола Милев е наказан“. Според един източник истинските убийци са Георги Шейтанов и Желю Грозев, а Петър Шанданов години след случката пише:
| „ | През зимата на 1929 г. аз можах да науча от най-достоверно място, че Милан Манолов не е физически убиец на Милев, а друг някой, който бил жив и сега, но извън България. Факт е, обаче, че аз отидох последния ден след като Манолов беше направил своите признания и го запитах лично дали той е убиец на Милев. Намерих го проснат на едно легло - едва можеше да си повдигне главата. Той ми отговори, че той е убиецът на Милев. | “ |